# GZK-limiet
De GZK-limiet (afgeleid van de namen Greisen-Zatsepin-Kuzmin) is de theoretische bovengrens van de energie die kosmische straling kan hebben.

## Afleiding
De limiet is in 1966 opgesteld door Kenneth Greisen, Georgiy Zatsepin en Vadim Kuzmin. Een jaar na de ontdekking van de kosmische achtergrondstraling voorspelden ze dat kosmische straling (hieronder aangegeven met de letter p) met een energie groter dan 6×1019 eV reageert met de fotonen van de kosmische achtergrondstraling waarbij pionen ontstaan. 
{\displaystyle \gamma _{\rm {CMB}}+p\rightarrow \Delta ^{+}\rightarrow p+\pi ^{0},}
{\displaystyle \gamma _{\rm {CMB}}+p\rightarrow \Delta ^{+}\rightarrow n+\pi ^{+}.}
Doordat de botsingskans toeneemt met de afstand, komt de energie van extragalactische kosmische straling die een afstand van meer dan 50 megaparsec (163 miljoen lichtjaar) aflegt tot de aarde niet meer boven de GZK-limiet uit. Deze afstand wordt de GZK-horizon genoemd.

## Strijdige waarneming
Een probleem is dat er af en toe deeltjes worden geobserveerd die wel een energie hebben die groter is dan de theoretische GZK-limiet, wat impliceert dat zij afkomstig moeten zijn van bronnen binnen de GZK-horizon. De detector AGASA en het Haverah Park-experiment hebben bij deeltjes met een energie groter dan 6×1019 eV namelijk een grotere flux bepaald dan de detectoren HiRes en het Pierre Auger Cosmic Ray Observatory. Het Oh-my-God-deeltje, dat in 1991 werd waargenomen, spant echter de kroon met 3×1020 eV. Als bron voor deze deeltjes wordt een superzwaar zwart gat in het actieve sterrenstelsel Hercules A genoemd.

## Actieve sterrenstelsels
In november 2007 heeft het Pierre Auger Cosmic Ray Observatory bekendgemaakt dat de kosmische straling afkomstig is van actieve sterrenstelsels. De resultaten zijn beschikbaar gekomen in het tijdschrift Science.